# Latrodectus elegans
Latrodectus elegans là một loài nhện trong họ Theridiidae, loài này sinh sống ở Trung Quốc, Nhật Bản và Myanmar. Chất độc từ nọc độc của loài nhện này rất mạnh mẽ.
Con cái có màu đỏ đen. Bụng có màu đen với những đốm đỏ đã lấy mẫu của một cây cọ. Con đực có màu sắc biến thể nhiều hơn với bụng màu đen, trắng và đỏ cam. Đôi chân phía trước rất dài.